# Back to Black
Pour le single, voir Back to Black (chanson).
Ne doit pas être confondu avec Back in Black ou Back to Black (film, 2024).
Albums de Amy Winehouse
Frank
(2003) Lioness: Hidden Treasures
(2011)
Back to Black est le deuxième album studio (et dernier de son vivant) de la chanteuse et compositrice soul britannique Amy Winehouse sorti en octobre 2006 au Royaume-Uni et en mars 2007 en France. L'album s'inspire principalement de la relation tumultueuse de la chanteuse et de son ex-petit-ami et futur mari Blake Fielder-Civil, qui l'a temporairement laissée pour retourner vers son ex-petite-amie. Leur séparation influence l'écriture de l'album et la musique d'Amy Winehouse, imprégnées de noirceur et qui explore désormais les thèmes de la culpabilité, du chagrin, de l'infidélité, du traumatisme et – surtout – de l'addiction (sous toutes ses formes).
Influencée par la musique pop et soul des groupes de filles des années 1960, Amy Winehouse collabore avec les producteurs Salaam Remi et Mark Ronson, ainsi qu'avec le groupe de Sharon Jones, The Dap-Kings, qui mélangent les influences musicales d'Amy au R&B contemporain et à la néo-soul. Entre 2005 et 2006, la chanteuse enregistre les chansons de l'album aux Instrumental Zoo Studios à Miami et aux Chung King Studios et Daptone Records à New York. L'album est ensuite mixé à Londres par Tom Elmhirst.
Cinq chansons de l'album sortent en singles : Rehab, You Know I'm No Good, Back To Black, Tears Dry on Their Own, et Love Is a Losing Game. Back To Black est universellement salué par la critique qui apprécie sa tonalité R&B/soul et jazz classique et sa « production vintage », ainsi que son écriture soignée, et le style mûr et émouvant d'Amy Winehouse. L'album est produit et enregistré avec des technologies analogiques, ce qui lui confère une tonalité particulière. De nombreux journaux et magazines anglo-saxons ont placé cet album dans leurs tops 10 des meilleurs albums de 2007 dont Billboard Magazine, Blender Magazine, Slant Magazine, Entertainment Weekly, The New York Times et Time Magazine. Aujourd'hui, il est considéré comme une influence majeure de la Soul britannique de la fin des années 2000, ouvrant la voie aux artistes Adele, Duffy et Estelle.
À la cérémonie des Grammy Awards 2008, Back To Black remporte le Grammy du meilleur album vocal et reçoit une nomination au Grammy de l'album de l'année. La chanson Rehab est surtout récompensée du Grammy de la chanson de l'année, une des quatre récompenses majeures de la cérémonie. Amy Winehouse remporte aussi les Grammy de la meilleure chanteuse pop et du meilleur nouvel artiste, égalant ainsi le record (de Lauryn Hill, Norah Jones, Alicia Keys, et Beyoncé) du plus grand nombre de récompenses remportées par une artiste féminine au cours d'une même cérémonie.
L'album atteint les 9 millions d'exemplaires vendus dans le monde en juin 2008. En 2019, il s'est vendu à 16 millions d'exemplaires. Une édition de luxe de Back to Black est sortie en novembre 2007 avec un disque bonus. Le même mois sort le film I Told You I Was Trouble: Live in London, qui suit la chanteuse durant sa performance au Shepherd's Bush Empire et présente un documentaire de cinquante minutes sur la carrière d'Amy. En 2020, le magazine Rolling Stone classe l'album à la 33e place dans sa liste des 500 meilleurs albums de tous les temps.

## Historique

### Contexte
Le premier album d'Amy Winehouse, Frank, sort en 2003. Il atteint la treizième place du classement britannique et est salué par la critique, notamment pour la voix de la chanteuse et pour le regard critique sur l'industrie musicale qui se dégage des paroles,. Cependant, Winehouse n'en est pas satisfaite et déclare même ne l'avoir jamais écouté en entier, rappelant qu'elle n'est « qu'à 80 % derrière l'album » et jugeant sa promotion « désastreuse ».
Alors que son premier album était fortement influencé par le jazz, Winehouse redécouvre en 2005 la musique des années 1960 souvent entendue dans son enfance. Avec Blake Fielder-Civil, son petit ami de l'époque et futur mari, elle passe beaucoup de temps dans un bar de Camden Town, écoutant du blues, des girl groups des années 1960 et des artistes de Motown qui l'inspirent pour l'écriture d'un nouvel album.
La même année, elle traverse une période de toxicomanie et de perte de poids, compensée par le début de l'écriture de Back to Black. La mort de sa grand-mère mi-2006, puis la rupture avec Fielder-Civil, qui la quitte pour retourner avec son ex-petite amie, la laissent dans un état « de chagrin, de peine et de culpabilité » qui influence fortement l'album,.

### Enregistrement
La chanson Tears Dry on Their Own contient un échantillon (un sample, en anglais) de Ain't No Mountain High Enough.
La chanson He Can Only Hold Her contient un échantillon de She's a Fox de Jimi Hendrix.

## Accueil critique
Back To Black a été chaleureusement accueilli par la critique, qui l'a comparé au R&B produit par la Motown,,. Rolling Stone a estimé que dans cet album, Amy Winehouse fait preuve d'une « énergie et d'une intelligence que les rockeurs indie, les fans de pop et de hip-hop peuvent admirer ». Pour le magazine américain People, Back To Black « est un disque qui se révèle encore meilleur à chaque écoute ». Le New Statesman a déclaré que cet album était meilleur que le précédent, parlant d'un « époustouflant disque soul ayant réussi à aspirer le son de la Motown et des groupes féminins des années 1960 et à les recracher avec panache, glamour et une touche contemporaine ». Le Billboard a déclaré de son côté que Back to Black était un « brutal album de rupture pouvant tenir la comparaison avec les meilleurs d'entre eux, construit d'après les meilleurs sons de l'ancien rock ». 
Le journaliste Josh Tyrangiel de Time a félicité Amy Winehouse pour sa confiance en elle, notamment dans la chanson Rehab : « Elle ne mâche pas ses mots, elle est drôle et passionnée, et probablement folle [...] Il est impossible de ne pas être séduit par son originalité. Ajoutez à cela la production de Mark Ronson, qui arrive à compiler quatre décennies de musique soul sans la copier, et vous obtenez la meilleure chanson de 2007,. »
Cet album fut nommé aux Grammy Awards dans la catégorie « Album de l'année » et remporte le prix dans la catégorie « Meilleur album vocal pop », et a aidé Mark Ronson à obtenir le Grammy de « Producteur de l'année »,. En juillet 2007, l'album était en lice pour le Mercury Music Prize, avec les albums des groupes Klaxons (les gagnants), Dizzee Rascal et Arctic Monkeys. Le précédent album d'Amy Winehouse, Frank, était déjà en lice pour le même prix en 2004.

Back To Black fut classé 40e sur la liste des 50 albums de 2007 publiée par le magazine Rolling Stone. Entertainment Weekly a classé Back to Black 2e dans sa liste des 10 meilleurs albums de l'année, déclarant que cet album restera une des percées les plus fulgurantes pour un artiste de nos jours ». Le critique ajoute : « En définitive, la peine qu'éprouve la chanteuse dans la vraie vie envers son mari incarcéré est une preuve de ce qui ressort de façon évidente dans sa musique : quand elle chante l'amour, elle ressent chaque mot ».

## Ventes de l'album
L'album s'est vendu à plus de 11 000 000 d'exemplaires dans le monde et sera l'album le mieux vendu en 2007. Au Royaume-Uni, l'album atteint à plusieurs reprises la première position mais sera certifié 6 fois platine seulement 8 semaines après sa sortie et depuis il s'est vendu à 2,3 millions exemplaires dans ce pays. L'édition deluxe de Back to Black est lancée dans ce pays-là en novembre 2007 et atteint la première position et depuis il est certifié 2 fois platine. Combiné l'édition simple et deluxe, il s'est écoulé à près de 3 millions depuis sa sortie.
Le succès est aussi instantané en France car il s'est vendu à 1 million d'exemplaires et obtient un disque diamant[réf. nécessaire]. En Europe, il s'est vendu à 8 millions d'exemplaires et il est certifié 8 fois platine. Le succès se fait aussi en Amérique du Nord. Au Canada, où l'album sortira le 12 décembre 2006, il débute en 9e position avec 8 700 exemplaires et depuis ce temps, il s'est écoulé à 100 000 exemplaires et est certifié platine. Aux États-Unis, il sortira le 13 mars 2007, mais sous le label Universal. Celui-ci débute en 7e position avec 5 100 exemplaires avant de descendre à la 9e position la semaine suivante. Après la soirée des Grammy Awards 2008, lors de laquelle elle remporte cinq prix, elle passe de la 24e position à la 2e position avec 115 000 copies écoulés, une augmentation de 370 % cette semaine-là. Il s'est vendu à 2 millions d'exemplaires aux États-Unis et il est certifié 2 fois platine.

## Titres

### Édition originale
Producteurs
- Mark Ronson - 1, 2, 5, 6, 8 et 10.
- Salaam Remi - 3, 4, 7, 9 et 11.

| No  | Titre                  | Auteur                                     | Durée |
| --- | ---------------------- | ------------------------------------------ | ----- |
| 1.  | Rehab                  | Amy Winehouse                              | 3:35  |
| 2.  | You Know I'm No Good   | Amy Winehouse                              | 4:17  |
| 3.  | Me & Mr Jones          | Amy Winehouse                              | 2:33  |
| 4.  | Just Friends           | Amy Winehouse                              | 3:13  |
| 5.  | Back to Black          | Amy Winehouse, Mark Ronson                 | 4:01  |
| 6.  | Love Is a Losing Game  | Amy Winehouse                              | 2:35  |
| 7.  | Tears Dry on Their Own | Amy Winehouse, Ashford & Simpson           | 3:06  |
| 8.  | Wake Up Alone          | Amy Winehouse, Paul O’Duffy                | 3:42  |
| 9.  | Some Unholy War        | Amy Winehouse                              | 2:22  |
| 10. | He Can Only Hold Her   | Amy Winehouse, Richard & Robert Poindexter | 2:46  |
| 11. | Addicted               | Amy Winehouse                              | 2:46  |

Version américaine
| No  | Titre                                                   | Auteur        | Durée |
| --- | ------------------------------------------------------- | ------------- | ----- |
| 11. | You Know I'm No Good (Remix featuring Ghostface Killah) | Amy Winehouse | 3:22  |

### Édition Deluxe: disque bonus
1. Valerie (Radio 1 Live Lounge) – 3:53
2. Cupid (Deluxe Edition Version) – 3:48
3. Monkey Man – 2:56
4. Some Unholy War (Down Tempo) – 3:16
5. Hey Little Rich Girl – 3:35
6. You're Wondering Now – 2:33
7. To Know Him Is to Love Him (NapsterLive) – 2:25
8. Love Is a Losing Game (Original Demo) – 3:43

## Classements hebdomadaires
| Classement (2006-2011)             | Meilleure place |
| ---------------------------------- | --------------- |
| Allemagne (Media Control AG)       | 1               |
| Australie (ARIA)                   | 4               |
| Autriche (Ö3 Austria Top 40)       | 1               |
| Belgique (Flandre Ultratop)        | 1               |
| Belgique (Wallonie Ultratop)       | 2               |
| Canada (Canadian Albums Chart)     | 4               |
| Danemark (Tracklisten)             | 1               |
| Écosse (OCC)                       | 1               |
| Espagne (Promusicae)               | 1               |
| États-Unis (Billboard 200)         | 2               |
| Finlande (Suomen virallinen lista) | 2               |
| France (SNEP)                      | 1               |
| Hongrie (Mahasz)                   | 3               |
| Irlande (IRMA)                     | 1               |
| Italie (FIMI)                      | 1               |
| Norvège (VG-lista)                 | 1               |
| Nouvelle-Zélande (RIANZ)           | 1               |
| Pays-Bas (Mega Album Top 100)      | 1               |
| Pologne (ZPAV)                     | 1               |
| Portugal (AFP)                     | 1               |
| Royaume-Uni (UK Albums Chart)      | 1               |
| Royaume-Uni (R&B Albums)           | 1               |
| Suède (Sverigetopplistan)          | 4               |
| Suisse (Schweizer Hitparade)       | 1               |

## Certifications
| Pays                         | Certification | Unités certifiées |
| ---------------------------- | ------------- | ----------------- |
| Allemagne (BVMI)             | 6 × Platine   | 1 200 000         |
| Argentine (CAPIF)            | Or            | 20 000            |
| Australie (ARIA)             | 6 × Platine   | 420 000           |
| Autriche (IFPI)              | 7 × Platine   | 210 000           |
| Belgique (BEA)               | 3 × Platine   | 15 000            |
| Brésil (Pro-Música Brasil)   | Diamant       | 250 000           |
| Canada (Music Canada)        | Platine       | 100 000           |
| Danemark (IFPI)              | 7 × Platine   | 140 000           |
| États-Unis (RIAA)            | 2 × Platine   | 2 000 000         |
| Europe (IFPI)                | 8 × Platine   | 8 000 000         |
| Finlande (Musiikkituottajat) | Platine       | 33 884            |
| France (SNEP)                | 2 × Platine   | 400 000           |
| Grèce (IFPI Greece)          | Platine       | 15 000            |
| Hongrie (Mahasz)             | Platine       | 6 000             |
| Italie (FIMI)                | 3 × Platine   | 150 000           |
| Norvège (IFPI)               | Platine       | 40 000            |
| Nouvelle-Zélande (RMNZ)      | 3 × Platine   | 45 000            |
| Pays-Bas (NVPI)              | 2 × Platine   | 80 000            |
| Pologne (ZPAV)               | 2 × Platine   | 40 000            |
| Portugal (AFP)               | 2 × Platine   | 40 000            |
| Royaume-Uni (BPI)            | 13 × Platine  | 3 900 000         |
| Suède (GLF)                  | Platine       | 40 000            |
| Suisse (IFPI)                | 7 × Platine   | 210 000           |